# Belleville-sur-Bar
Belleville-sur-Bar est une localité de Belleville-et-Châtillon-sur-Bar et une ancienne commune française, située dans le département des Ardennes en région Grand Est.
Elle fusionne avec la commune de Châtillon-sur-Bar, le 29 décembre 1974, pour former la commune de Belleville-et-Châtillon-sur-Bar.

## Géographie
La commune avait une superficie de 7,00 km2

## Toponymie
Le nom de la localité est attesté sous les formes Bellavilla ( Pouillé antérieur à 1312 ) ; Bellavilla super Borrim ( 1250 ) ; Belleville ( XIVe siècle ) ; Bolleville ( 1539 ).
La Bar est une rivière du département des Ardennes, affluent en rive gauche de la Meuse.

## Histoire
Par arrêté préfectoral du 20 décembre 1974, la commune de Châtillon-sur-Bar est rattachée le 29 décembre 1974 avec la commune de Belleville-sur-Bar sous la forme de fusion-association pour former la commune de Belleville-et-Châtillon-sur-Bar. L'ancienne commune devient le chef-lieu de Belleville-et-Châtillon-sur-Bar.

## Administration
| Période                                  | Période | Identité | Étiquette | Qualité |
| ---------------------------------------- | ------- | -------- | --------- | ------- |
| Les données manquantes sont à compléter. |         |          |           |         |
|                                          |         |          |           |         |

## Démographie
| 1793 | 1800 | 1806 | 1821 | 1831 | 1836 | 1841 | 1846 | 1851 |
| ---- | ---- | ---- | ---- | ---- | ---- | ---- | ---- | ---- |
| 269  | 271  | 273  | 278  | 268  | 269  | 277  | 275  | 278  |

| 1856 | 1861 | 1866 | 1872 | 1876 | 1881 | 1886 | 1891 | 1896 |
| ---- | ---- | ---- | ---- | ---- | ---- | ---- | ---- | ---- |
| lac. | lac. | 220  | 230  | 233  | 187  | 172  | 157  | 144  |

| 1901 | 1906 | 1911 | 1921 | 1926 | 1931 | 1936 | 1946 | 1954 |
| ---- | ---- | ---- | ---- | ---- | ---- | ---- | ---- | ---- |
| 126  | 131  | 129  | 121  | 115  | 116  | 231  | 97   | 278  |

| 1962 | 1968 | 1975 | 1982 | 1990 | 1999 | 2008 | 2010 | 2013 |
| ---- | ---- | ---- | ---- | ---- | ---- | ---- | ---- | ---- |
| 189  | 204  | -    | -    | 211  | 180  | 191  | 188  | 146  |

Histogramme

(élaboration graphique par Wikipédia)

## Culture locale et patrimoine

### Lieux et monuments
- Église Notre-Dame.

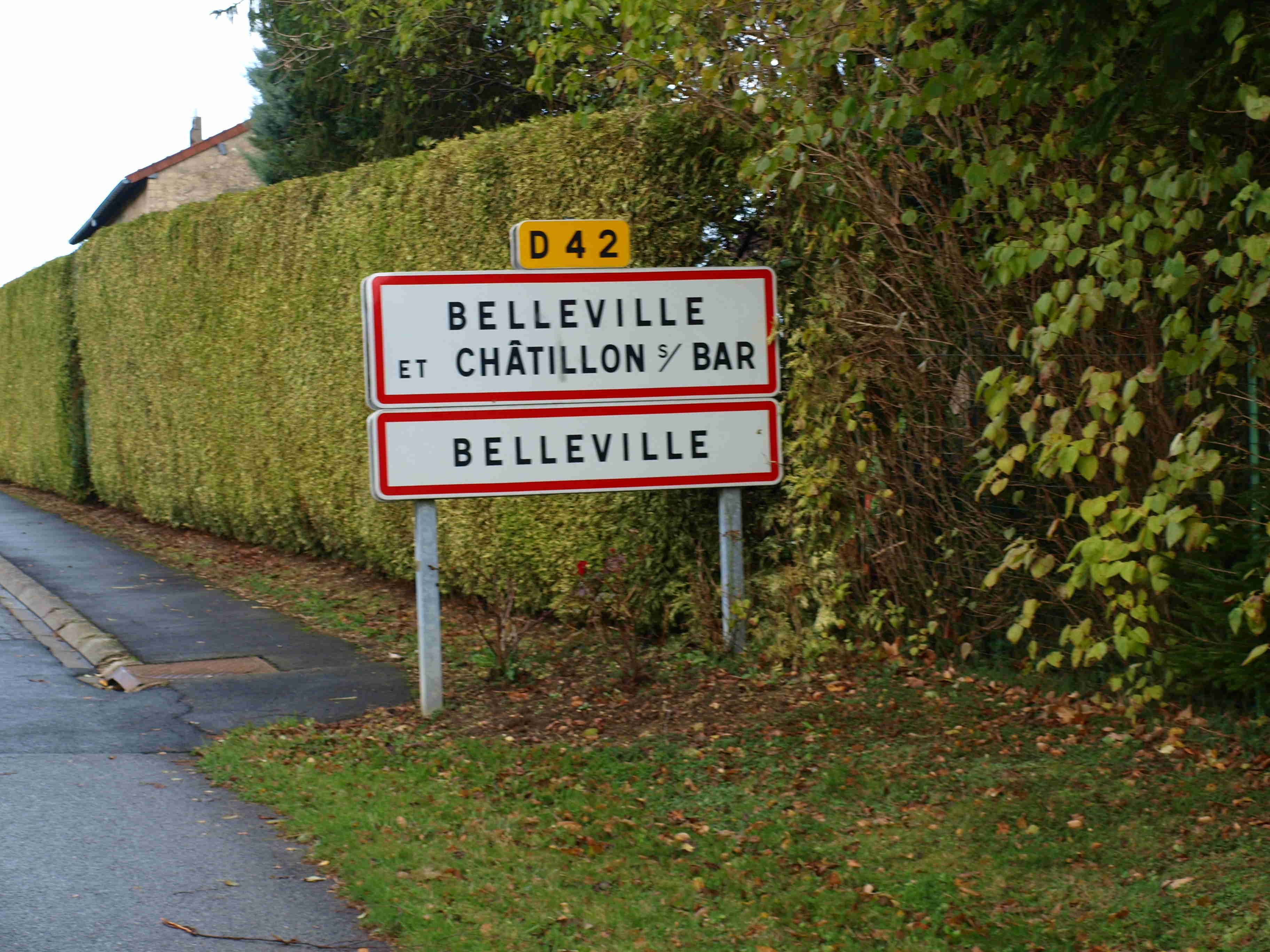
Entrée de Belleville-sur-Bar
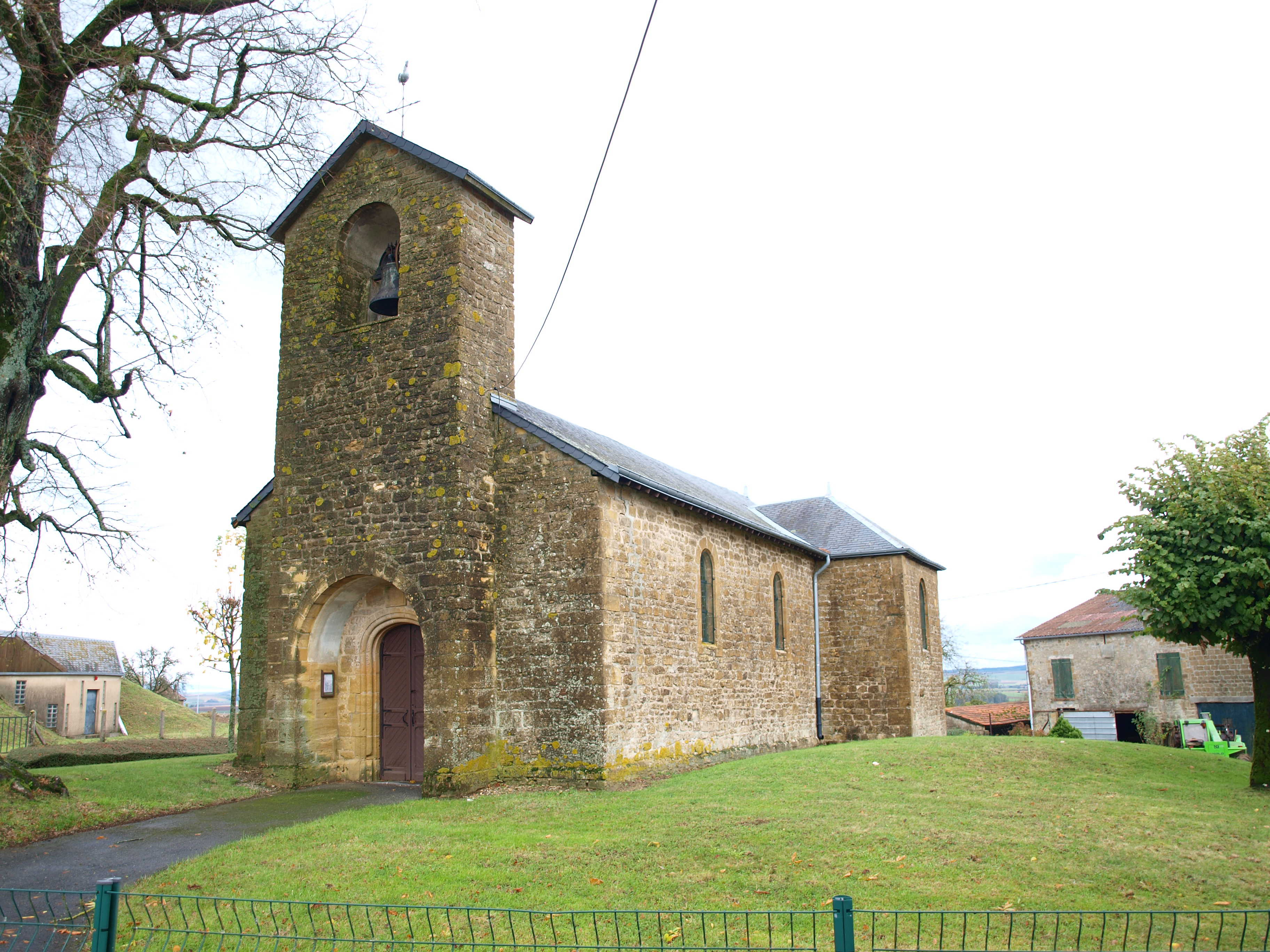
Église Notre-Dame.
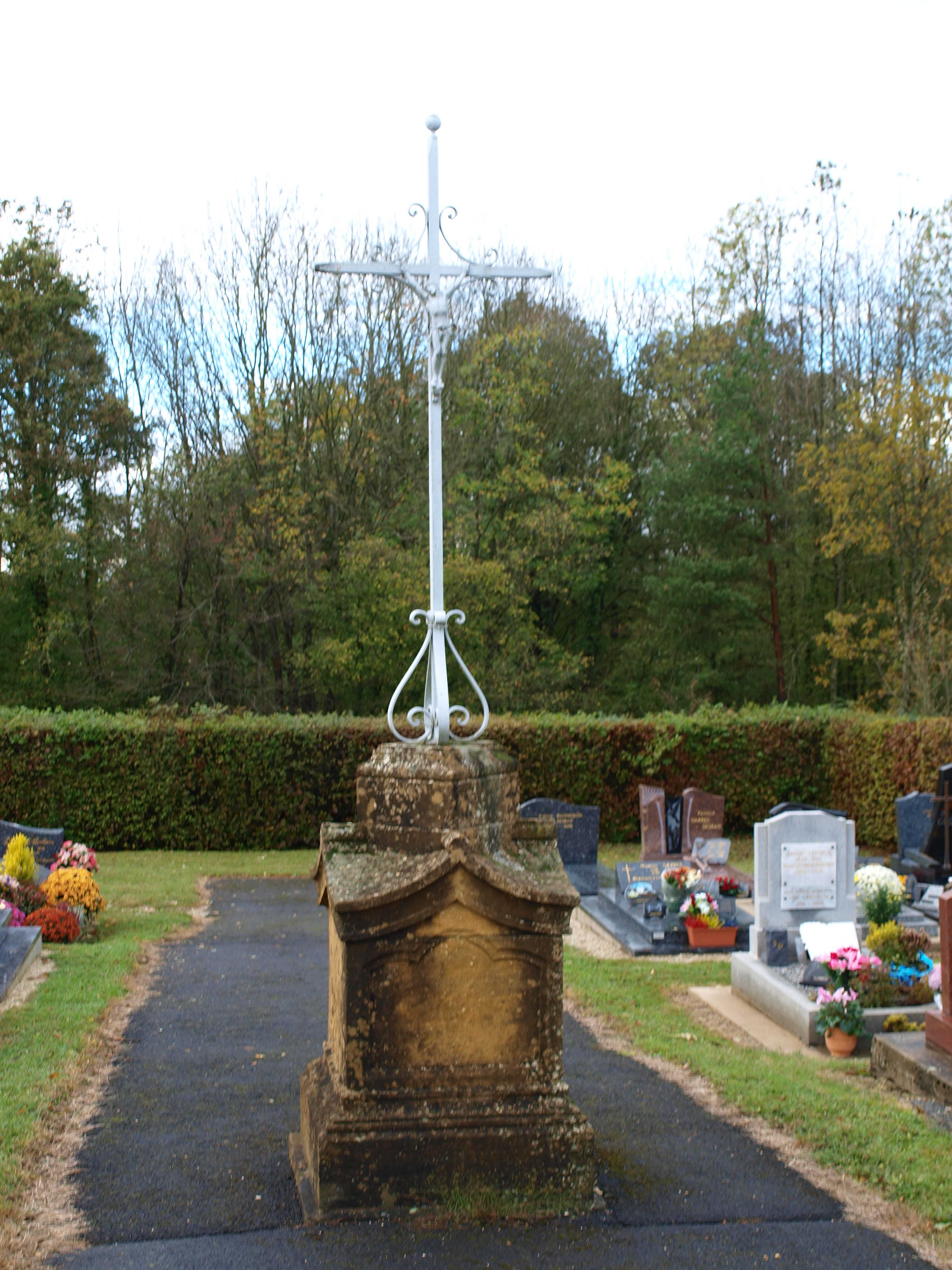
Croix du cimetière de Belleville-sur-Bar
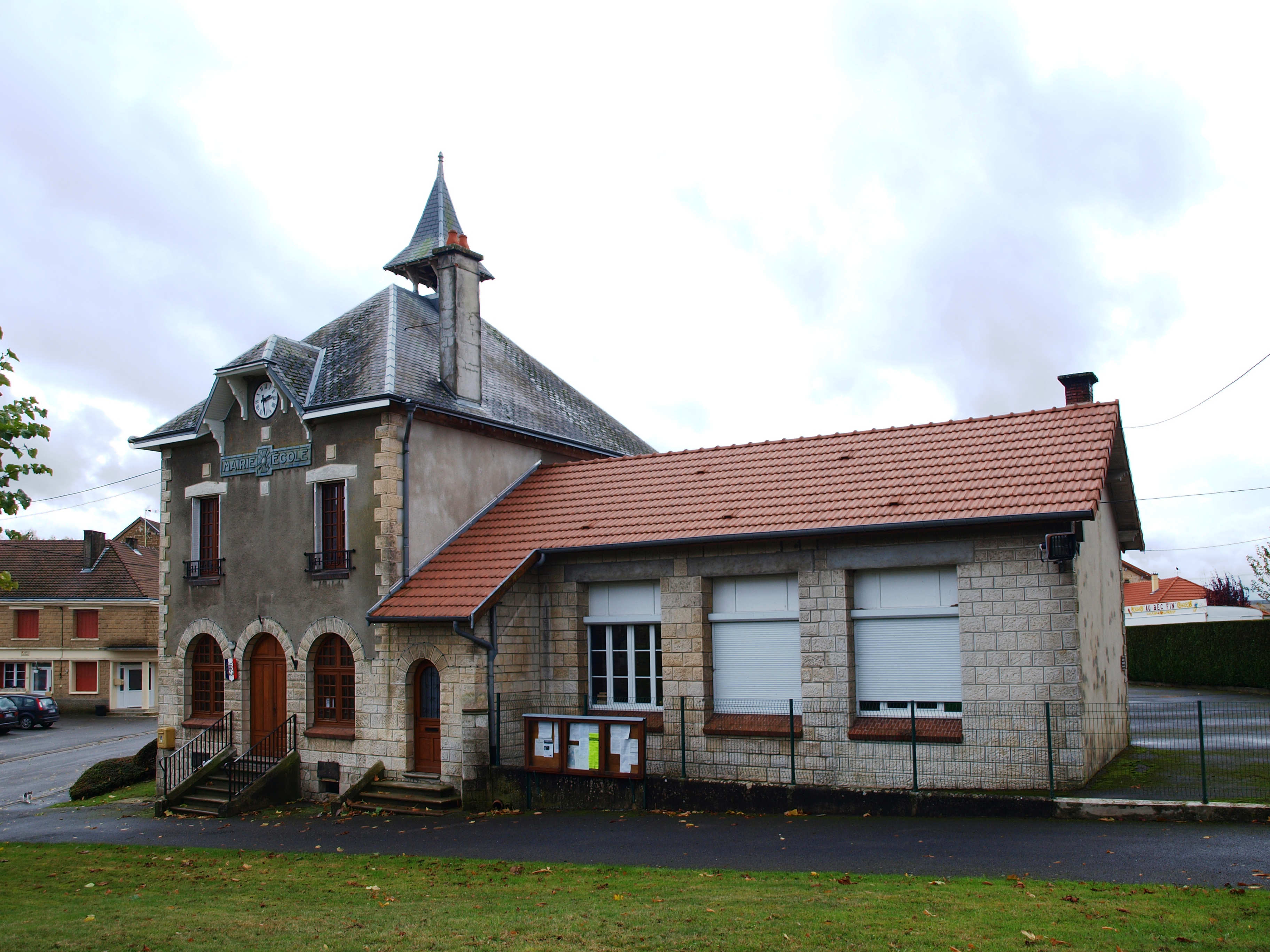
Mairie de Belleville-sur-Bar